# Девятьяров, Михаил Талгатович
Михаил Талгатович Девятьяров (25 февраля 1959, Чусовой, Пермская область, РСФСР, СССР) — советский и российский лыжник, заслуженный мастер спорта СССР (1988). Заслуженный тренер России (2010).
Олимпийский чемпион 1988 года на дистанции 15 км и серебряный призёр Олимпийских игр 1988 в эстафете 4×10 км. На дистанции 30 км на Играх в Калгари занял 4-е место, уступив в борьбе за бронзу норвежцу Вегарду Ульвангу более 20 секунд.
Девятьяров также завоевал 2 медали на чемпионате мира 1987 года в Оберстдорфе (серебро в эстафете 4×10 км и бронзу на 15 км).
Чемпион СССР 1987 года на дистанциях 15 км, 50 км и в эстафете 4×10 км, 1986 года в эстафете 4×10 км.
Бронзовый призер Зимней Универсиады 1981 года на дистанции 15 км.
Бронзовый призёр 9-й зимней Спартакиады дружественных армий (СКДА) 1983 года в гонке на 30 км.
С мая 2016 — тренер спринтерской сборной команды Южной Кореи по лыжным гонкам.
Сын Девятьярова, Михаил Михайлович Девятьяров, также занимается лыжным спортом, имеет в активе выступления на этапах Кубка мира и на Олимпийских играх 2010 года в Ванкувере.